# Серебристый гиббон
Серебристый гиббон (лат. Hylobates moloch) — вид приматов из семейства гиббоновых.

## Описание
Шерсть синевато-серого цвета, на голове тёмно-серая или чёрная. Как и у других гиббонов, у серебристого гиббона нет хвоста и ограничена гибкость в поясничном отделе. У него длинные пальцы и очень длинные верхние конечности. В весе достигают 9 кг.
Встречается исключительно на острове Ява в Индонезии, где населяет труднодоступные районы тропического леса. Дневное животное, проводящее почти всё время на деревьях. Передвигается при помощи брахиации, чему способствуют высокая подвижность суставов кисти и плечевого пояса. Рацион состоит из фруктов, листвы деревьев и цветов.
В среднем каждые три года после длящейся семь месяцев беременности самка приносит одного детёныша. Детёныш отлучается от груди в возрасте 18 месяцев и живёт с семьёй до полного созревания, происходящего в возрасте 8—10 лет.
Серебристые гиббоны живут парами, защищая свою территорию от других пар. Площадь территории одной пары относительно невелика — около 0,4 Га.

## Статус популяции
Серебристый гиббон входит в список приматов, находящихся под угрозой. В 2009 году МСОП повысил статус сохранности этого вида до «в опасности» (англ. Endangered) с предыдущего, полученного в 2004 году, статуса «в критической опасности» (англ. Critically Endangered), поскольку популяция оказалась более стабильной, чем считалось ранее. Главная угроза виду состоит в уничтожении привычной среды обитания на густонаселённом острове Ява. Многие гиббоны также становятся жертвами браконьеров. Численность основной популяции в природе оценивается в 2000 особей, что считается достаточным для сохранения этого вида. Есть также несколько маленьких нежизнеспособных популяций. Жители острова нередко используют серебристых гиббонов в качестве домашних животных.
В ряде зоопарков мира существуют программы разведения серебристых гиббонов, однако несмотря на эти усилия, будущее вида находится под вопросом.

## Подвиды
У серебристого гиббона насчитывается два подвида:
- Hylobates moloch moloch,
- Hylobates moloch pongoalsoni.